# Legislatura de Minnesota
La Legislatura de Minnesota (en inglés: Minnesota Legislature) es la legislatura estatal (órgano encargado del Poder legislativo) del estado de Minnesota, en Estados Unidos. Consta de dos cámaras: el Senado y la Cámara de Representantes . Los senadores se eligen entre 67 distritos uninominales. Para tener en cuenta la redistribución decenal, los miembros se postulan por un período de dos años y dos períodos de cuatro años cada década. Son elegidos por períodos de cuatro años en los años que terminan en 2 y 6, y por períodos de dos años en los años que terminan en 0. Los representantes son elegidos por períodos de dos años de 134 distritos uninominales formados dividiendo los 67 distritos del Senado por la mitad. Es la única legislatura estatal en el país que está dividida con los republicanos controlando el senado estatal y los demócratas controlando la casa estatal.
Ambas cámaras de la Legislatura se reúnen entre enero y el primer lunes siguiente al tercer sábado de mayo de cada año, sin exceder los 120 días legislativos por bienio. Las sesiones de piso se llevan a cabo en el Capitolio del Estado de Minnesota en la capital, Saint Paul.

## Historia
Al principio de la historia de Minnesota, la Legislatura tenía control directo sobre los estatutos de la ciudad que sentaron las bases para los gobiernos en los municipios de todo el estado. En el período inicial, se redactaron muchas leyes para ciudades específicas. La práctica fue prohibida en 1881, aunque todavía se hicieron intentos. Por ejemplo, la antigua Junta de Recreación y Parques de Minneapolis y la ahora desaparecida Biblioteca Pública de la ciudad fueron creadas por la Legislatura en los próximos años. La Constitución de Minnesota fue enmendada en 1896 para dar a las ciudades control directo sobre sus propias cartas. 
Tras la ratificación de la Decimonovena Enmienda a la Constitución de los Estados Unidos en 1920, las mujeres comenzaron a ser elegidas para la Legislatura de Minnesota. En 1922, Mabeth Hurd Paige, Hannah Kempfer, Sue Metzger Dickey Hough y Myrtle Cain fueron elegidas para la Cámara de Representantes de Minnesota.

### Era no partidista
En 1913, los legisladores de Minnesota comenzaron a ser elegidos mediante votaciones no partidistas. Este fue un accidente histórico que ocurrió cuando se enmendó un proyecto de ley que preveía elecciones sin partido de jueces, funcionarios de la ciudad y del condado para incluir a la Legislatura en la creencia de que anularía el proyecto de ley. Si bien los legisladores de Minnesota fueron elegidos en una votación no partidista, se reunieron como "liberales" o "conservadores", aproximadamente el equivalente en la mayoría de los años a los demócratas o campesinos-laboristas (más tarde demócratas-campesinos-laboristas) y republicanos, respectivamente. En 1974, los miembros de la Cámara se postularon nuevamente con designación de partido. En 1976, los miembros del Senado se postularon nuevamente con designación de partido.

### Historia reciente
El gobernador Jesse Ventura defendió la idea de cambiar la Legislatura para que fuera unicameral mientras estuvo en el cargo, pero el concepto no obtuvo un apoyo generalizado.
En 2004, la Legislatura terminó su sesión ordinaria sin actuar sobre la mayoría de la legislación planificada, en gran parte debido a la división política en una variedad de temas que van desde la educación hasta el matrimonio entre personas del mismo sexo (véase matrimonio entre personas del mismo sexo en los Estados Unidos para eventos relacionados durante el año). No se aprobó un presupuesto adecuado y no se aprobaron los principales proyectos previstos, como la línea ferroviaria de cercanías Northstar Corridor. Se esperaba que el gobernador Tim Pawlenty, un defensor de la línea (anteriormente un opositor), solicitara una sesión especial, pero terminó ayudando a la coordinación de otros fondos para continuar con el desarrollo de la línea. Se dice que la falta de acción en la sesión de 2004 es una de las razones por las que varios miembros republicanos de la Cámara perdieron sus escaños en las elecciones de noviembre. La minoría demócrata-campesina-laborista (DFL) creció de 53 a 66 y la mayoría republicana se redujo de 81 a 68.
El Senado no se presentó a elecciones en 2004, por lo que el DFL pudo mantener su mayoría de cinco escaños en la cámara alta. Una senadora estatal, Sheila Kiscaden, de Rochester, fue miembro del Partido de la Independencia hasta diciembre de 2005, cuando comenzó a formar parte de la asamblea partidista del DFL, aunque había sido republicana electa en el pasado. La mayoría del DFL aumentó a seis senadores cuando Kiscaden anunció su re-afiliación al DFL en preparación para postularse para vicegobernadora en un boleto con la también miembro del DFL Kelly Doran.
Hay una fecha de suspensión obligatoria especificada en la constitución estatal: "La legislatura no se reunirá en sesión regular, ni en ninguna suspensión de la misma, después del primer lunes siguiente al tercer sábado de mayo de cualquier año". En 2005, el período ordinario de sesiones terminó sin la aprobación de un presupuesto general y el gobernador Pawlenty convocó posteriormente un período extraordinario de sesiones. No se aprobó ningún presupuesto general al final del año fiscal el 30 de junio, y gran parte del gobierno cerró por primera vez en la historia del estado. Sin embargo, algunos servicios esenciales se mantuvieron en funcionamiento y algunos departamentos recibieron financiación en la legislación. Se aprobó un presupuesto de compromiso y se convirtió en ley dos semanas después.
A partir de 2018, es una de las dos legislaturas estatales bajo control partidista dividido, junto con Alaska

## Transmisiones de televisión
Cuando la Legislatura está en sesión, los procedimientos de ambas cámaras se transmiten por televisión a través del canal de televisión Minnesota Channel, y también online, a través del sitio web oficial de la Legislatura.

## Galería

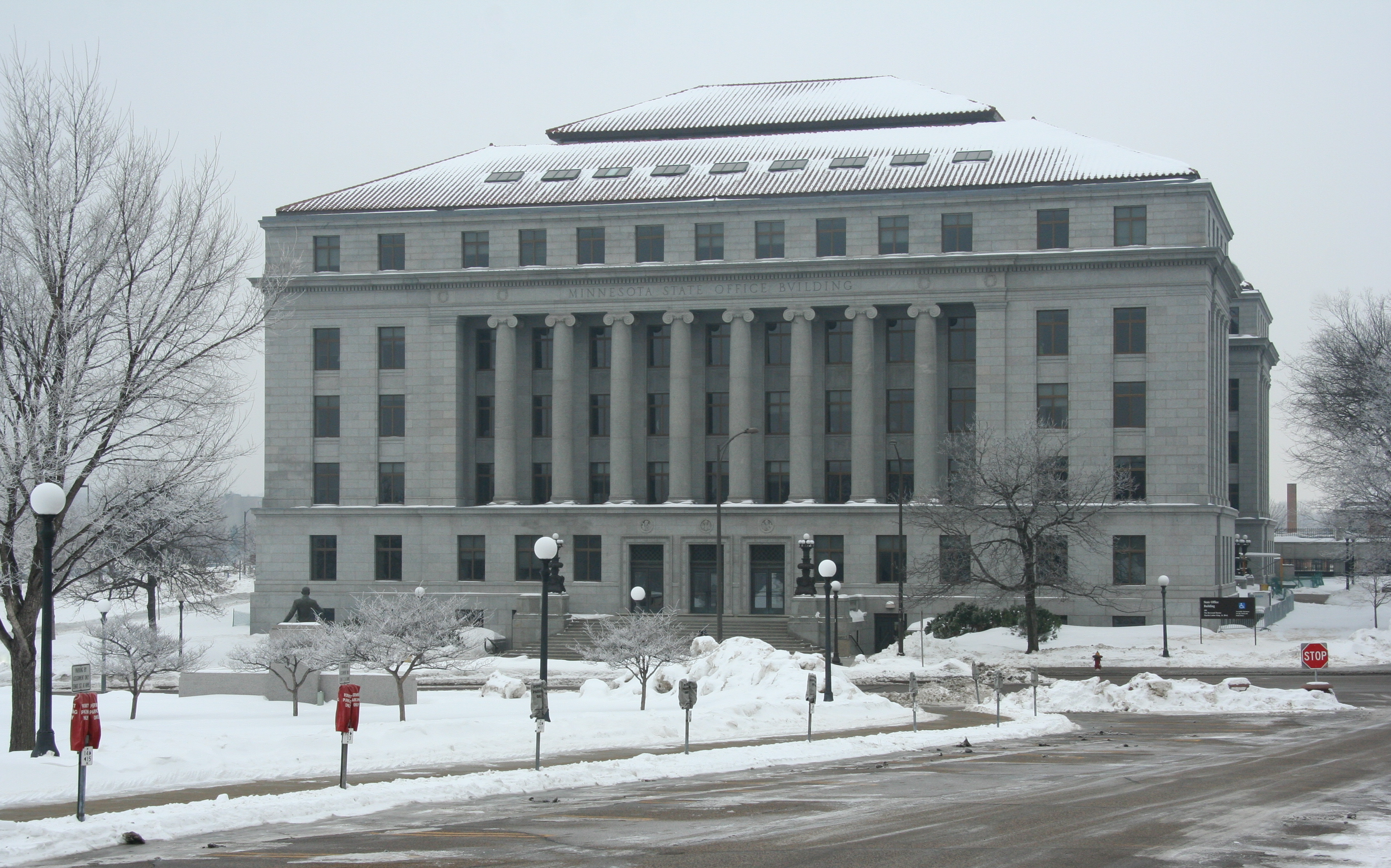
El edificio de oficinas del estado, donde los miembros de la Cámara de Representantes de Minnesota tienen oficinas, adyacente al Capitolio.